# أسطقس
الأسطقس هو الأصل بلغة اليونان، وكذا العنصر بلغة العرب؛ إلا أن إطلاق الأسطقسات على الأجسام المختلفة الطبائع باعتبار أن المركبات تتألف منها، وإطلاق العناصر عليها باعتبار أنها تنحل إليها — فلوحظ في إطلاق لفظ الأسطقس معنى الكون، وفي إطلاق لفظ العنصر معنى الفساد. الأسطقس آخر ما ينتهي إليه تحليل الأجسام، فلا توجد عند الانقسام إليه قسمة إلا إلى أجزاء متشابهة.

## ألفاظ

### أصل
الكلمة يونانيها ستيشيو (στοιχείο)، وأصلها ستيكيون (στοιχεῖον) مصغر ستيكوس στοῖχος والظاهر أن اللفظة العربية أخذت من هذه الأخيرة.
والكلمة من نفس أصل كلمة الأسطوانة بمعنى العمود أو الركن.

### لغات
الأسطقس
- بفتح الألف وسكون السين وفتح الطاء وكسر القاف[4]
- بضم الأول والثالث والرابع وسكون الثاني[5]
- بفتح الألف وكسرها[6]
- بضم الألف والطاء والقاف وتشديد السين[7]

الإسطقس
- بفتح الألف وكسرها[6]
- بكسر الألف والقاف وضم الطاء[8]

الأستقس
- بضم الألف والتاء والقاف وتشديد السين[7]

الأستقص
- بضم الألف والتاء والقاف وتشديد الصاد[7]

السطقس
- بضم الأولين[7]

السقس
- محركة بالضم وتشديد الثالث[7]

### مرادفات
الهيولى
أما الهيولى المطلقة فهي جوهر وجوده بالفعل إنما يحصل بقبوله الصورة الجسمانية وليس له في ذاته صورة إلا بمعنى القوة، وهو قسيم الجسم المنقسم بالقسمة المعنوية إلى الصورة والهيولى. وقد يقال الهيولى لكل شيء من شأنه أن يقبل كمالا وأمرا ما ليس فيه فيكون بالقياس إلى ما ليس فيه هيولى وبالقياس إلى ما فيه موضوعا.
المادة
كل موضوع يقبل الكمال باجتماعه إلى غيره ووروده إليه يسيرا.
العنصر
الأصل الأول في الموضوعات. فيقال للمحل الأول الذي باستحالته يقبل صورا تتنوع بها الكائنات الحاصلة منه إما مطلقا وهو العقل الأول وإما بشرط الجسمية وهو المحل الأول من الأجسام الذي تتكون عنه سائر الأجسام الكائنة لقبول صورها.
الركن
الجوهر البسيط وهو جزء ذاتي للعالم مثل الأفلاك والعناصر.
فالشيء بالقياس إلى العام ركن وإلى ما يتركب منه أسطقس وإلى ما تكون عنه عنصر، سواء كان كونه عنه بالتركيب والاستحالة معا أو بالاستحالة المجردة عنه. فإن الهواء عنصر للسحاب بتكاثفه، وليس أسطقسا له؛ وهو أسطقس وعنصر للنبات، وللفلك هو ركن وليس بأسطقس ولا عنصر لصورة؛ ولصورته موضوع وليس له عنصر مهما عني بالموضع محل، لأمر هو فيه بالفعل، ولم يعن به محل متقدم.
وهذه الأسماء التي هي الهيولى والموضوع والعنصر والمادة والأسطقس والركن قد تستعمل على سبيل الترادف، فيبدل بعضها مكان بعض بطريق المسامحة حيث يعرف المراد بالقرينة.

## وصلات خارجية
- (بالفارسية) اسطقس - لغت نامه دهخدا